# S Tikuna (S-34)
O S Tikuna (S-34) é um submarino da Classe Tikuna da Marinha do Brasil. Foi construído no Arsenal de Marinha do Rio de Janeiro (AMRJ), tendo sido lançado ao mar em março de 2005 e incorporado a Armada em julho de 2006, quando foi transferido para a Força de Submarinos.

## Projeto

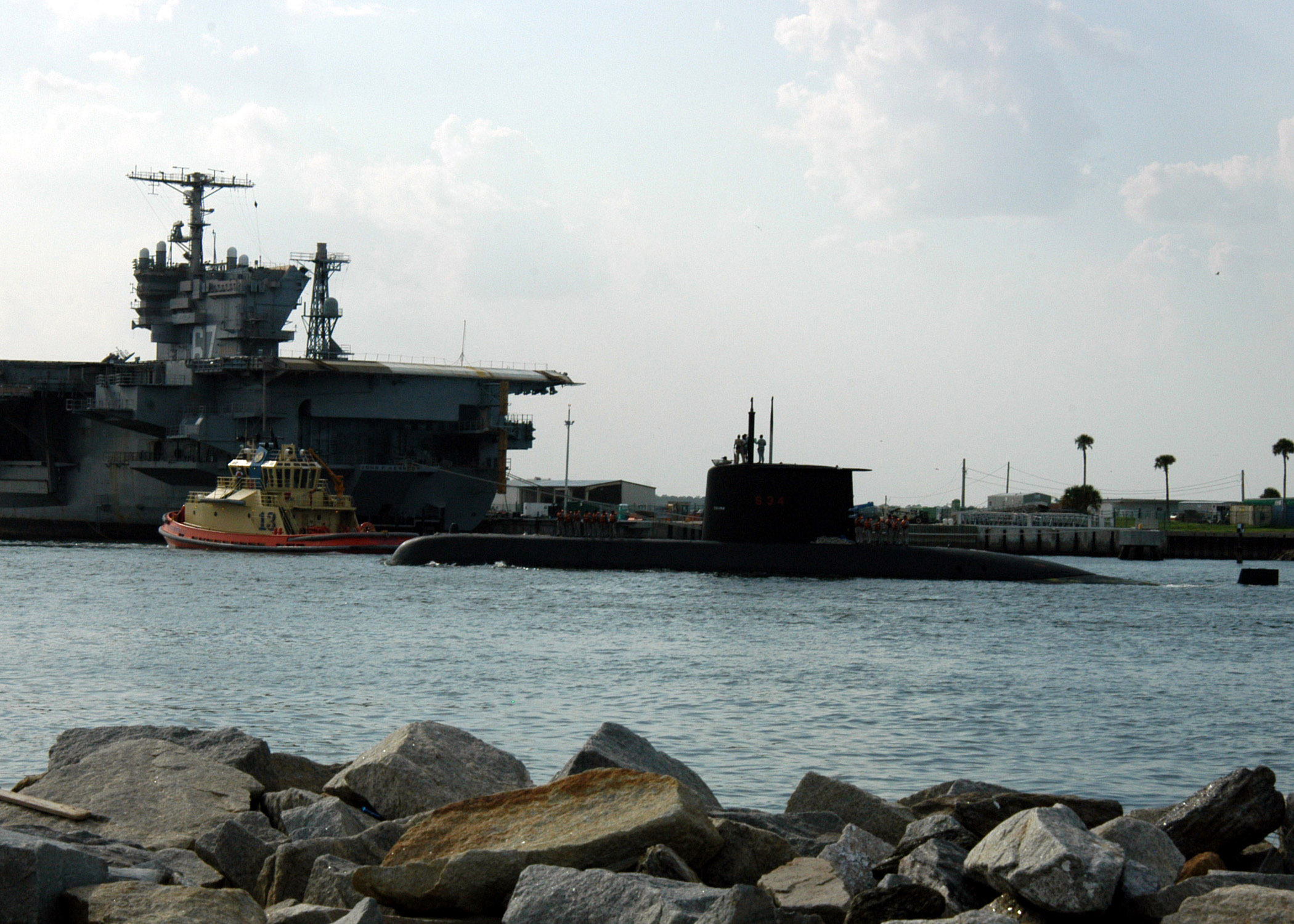
O S Tikuna (S-34) na base da US Navy Mayport, Florida. Ao fundo o porta-aviões USS John F. Kennedy (CV-67).

É o quarto submarino da Marinha brasileira construído dentro da estratégia de aquisição do domínio completo do ciclo "Projeto, Construção e Reparação" desses meios, constituindo-se no maior já construído no país, até o advento da Classe Riachuelo.
É baseado no projeto alemão do IKL-209, que originou no Brasil a Classe Tupi. As negociações tiveram início em 1982, quando a Marinha brasileira firmou contrato com o consórcio alemão Ferrostaal/Howaldtswerke Deutsche Werft (HDW), o estaleiro que construiu o primeiro submarino no mundo, em 1850.
O Tikuna incorporou diversas inovações tecnológicas que lhe propiciam melhor desempenho, menor ruído e maior período de operação submerso, em particular durante as operações de recarga de baterias com o auxílio do snorckel. Essas substanciais inovações seriam a base de uma nova classe, porém o S Tapuia (S-35) teve seu projeto cancelado, fazendo do Tikuna o único a ser produzido.
O nome do submarino é uma homenagem ao povo indígena Tikuna, que habita a região do Alto-Solimões, no oeste do estado do Amazonas.